# جی.کرو
جی. کرو (انگلیسی: J.Crew) شرکت پوشاک آمریکایی است، که در سال ۱۹۴۷ تأسیس شد.